# 沃克維爾鎮區 (伊利諾伊州格林縣)
沃克維爾鎮區（英語：Walkerville Township）是位於美國伊利諾伊州格林縣的一個行政鎮區。

## 地方資料
根據2010年美國人口普查的數據，沃克維爾鎮區的面積為102.60平方千米，當中陸地面積為101.00平方千米，而水域面積為1.60平方千米。當地共有人口220人，而人口密度為每平方千米2.14人。